# Lehmäluodonsaari
Lehmäluodonsaari är en ö i Finland. Den ligger i sjön Saimen och i kommunen Ruokolax i den ekonomiska regionen  Imatra ekonomiska region  och landskapet Södra Karelen, i den södra delen av landet, 230 km nordost om huvudstaden Helsingfors. Öns area är 0,2 hektar och dess största längd är 50 meter i sydväst-nordöstlig riktning.